# Kang Ta Noeng
Kang Ta Noeng es una comuna (khum) del distrito de Kang Meas, en la provincia de Kompung Cham, Camboya. En marzo de 2008 tenía una población estimada de 8388 habitantes.
Se encuentra ubicada en la llanura camboyana, al sureste del lago Sap (Tonlé Sap) y a escasa distancia del río Mekong y de la frontera con Vietnam.